# Membrette
La Membrette est un ruisseau de Belgique coulant en province de Namur, affluent de la Semois en rive gauche.
Elle prend sa source près de Sugny et se jette dans la Semois à Membre. Sur tout son cours, elle traverse une zone boisée.